# Ošljak
Ošljak je majhen otoček z istoimenskim naseljem v Jadranskem morju (Hrvaška), ki spada v občino Preko Zadrske županije.
Ošljak, na katerem stoji svetilnik, je s površino 0,332 km² najmanjši stalno naseljeni otoček v Jadranu. Otoček leži v Zadarskem kanalu nasproti naselja Preko na otoku Ugljanu, od katerega je oddaljen okoli 1 km. Otoček, na katerem stoji svetilnik, ima 2,41 km dolg obalni pas. Najvišji vrh je visok 90 mnm. Pokrit je z gostim gozdom cipres in borovcev.
Naselje na otočku je lep primer tradicionalne sredozemske arhitekture. V vasi stoji cerkev sv. Marije, postavljena v 6. stoletju in mlin na veter iz 16. stoletja.
Iz pomorske karte je razvidno, da svetilnik, ki stoji na severni strani otočka, oddaja svetlobni signal: B Bl(4) 15s. Nazivni domet svetilnika je 8 milj. Dvakrat dnevno na njem pristane trajekt iz Zadra na redni državni liniji Gaženica - Preko.